# Salle de sports de Tallinn
 (avril 2025).
Si vous disposez d'ouvrages ou d'articles de référence ou si vous connaissez des sites web de qualité traitant du thème abordé ici, merci de compléter l'article en donnant les références utiles à sa vérifiabilité et en les liant à la section « Notes et références ».
La salle de sports de Tallinn (en estonien : Tallinna Spordihall) est une salle multifonction de Kesklinn à Tallinn en Estonie. 

## Présentation
La salle comprend, entre autres, une piscine de course à 4 voies de 200 m de long, 2 courts de tennis, un terrain de basket, une salle de sport avec 30 appareils de musculation.